# Rudolf Lennert
Rudolf Lennert (* 5. Dezember 1904 in München; † 19. Mai 1988 in Tutzing) war ein deutscher Theologe, Lehrer, Pädagoge und Hochschullehrer.

## Leben

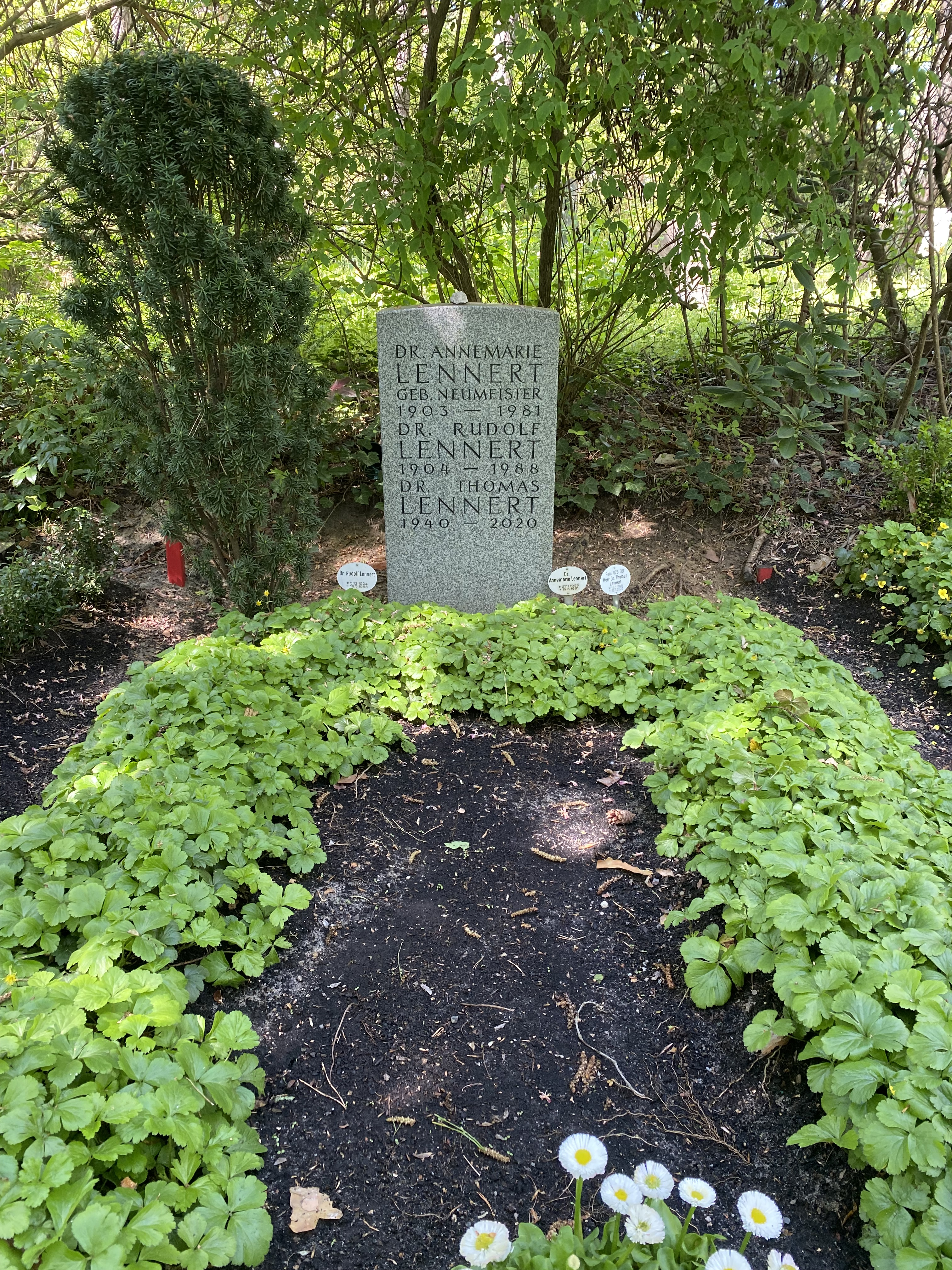
Grabstätte auf dem Waldfriedhof Zehlendorf

Rudolf Lennert wuchs in einer gutbürgerlichen Familie in Pirna (Sachsen) auf, wo er 1911–1915 die Volksschule und 1915–1919 das Realgymnasium besuchte. Nach dem Besuch der Fürsten- und Landesschule St. Afra in Meißen 1919–1923, wo er 1923 Abitur machte, studierte er 1923–1927 Theologie und Philosophie in Leipzig und 1927/28 in Berlin. In Leipzig studierte er bei den Theologen Heinrich Böhmer, Johannes Leipoldt, Albrecht Alt, Emil Balla, Horst Stephan, Paul Tillich, Joachim Wach, dem Historiker Johannes Kühn, dem Soziologen Hans Freyer und dem Biologen Hans Driesch, in Berlin bei den Theologen Erich Seeberg und Romano Guardini. 1927 legte er das 1. theologische Examen ab. Der Assistentenzeit 1928 bis 1931 an der Theologischen Fakultät der Universität Leipzig folgte 1931 die Promotion über die Religionstheorie Max Webers an der Universität Leipzig (Referenten waren Joachim Wach und Theodor Litt) (die Dissertation erschien als Buch 1935). 1931 bis 1934 arbeitete Lennert als Lehrer an den Landerziehungsheimen Marquartstein im Chiemgau und Burg Nordeck in Hessen. 1933 absolvierte er das Examen zum Mittelschullehrer, der Eintritt in den staatlichen Schuldienst blieb ihm jedoch als „Nichtarier“ („Mischling 2. Grades“) verwehrt. 1935 war Lennert Privatlehrer bei dem Schriftsteller Albrecht Schaeffer in Rimsting am Chiemsee. 1936 bis 1938 fand er ein Auskommen für sich und seine Familie (er hatte 1937 geheiratet) als Gehilfe eines Wirtschaftsberaters, 1938 bis 1940 konnte er als Wirtschaftlicher Leiter eines Krankenhauses in Stettin arbeiten. Nach der Kriegsteilnahme 1940–1945 als Dolmetscher in einem pommerschen „Mannschaftsstammlager“ lebte er 1945 zunächst von einer wirtschaftlichen Beratungstätigkeit in Rotenburg (Wümme), um dann 1946–1947 kommissarischer Leiter der Heimvolkshochschule Göhrde zu werden. Nach dem 2. Examen für das Lehramt an höheren Schulen im Jahre 1947 war er 1947–1954 Studienrat am Gymnasium Johanneum in Lüneburg. 1955 wechselte er nach Berlin: 1955–1960 war stellvertretender Direktor des dortigen Wissenschaftlichen Landesprüfungsamtes und lehrte 1960–1963 als ao. Professor, 1963–1971 schließlich als o. Professor für Schulpädagogik und allgemeine Erziehungswissenschaft an der FU Berlin bis zur Emeritierung 1971. Lennert blieb in einer Zeit, in der die positivistische Erziehungswissenschaft unter amerikanischem Einfluss in Deutschland an Boden gewann, ein entschiedener Vertreter der geisteswissenschaftlichen Pädagogik. Er war weit über seine Emeritierung hinaus Mitglied der 1964 gegründeten Deutschen Gesellschaft für Erziehungswissenschaft – sie ernannte ihn auch zum Ehrenmitglied – und gehörte mehr als ein Jahrzehnt dem Auswahlausschuss der Studienstiftung des deutschen Volkes an. Lennert war befreundet mit dem deutsch-jüdischen Essayisten und Dichter Werner Kraft (1896–1991) und mit dem Jerusalemer Pädagogen Ernst Simon. Lennert trat vor allem als Autor der pädagogischen Zeitschriften „Denkendes Volk. Blätter für Selbstbildung“ (Hrsg.: Adolf Grimme), „Die Sammlung“ (1945–1960) und „Neue Sammlung“ (1961–1986) hervor. Rudolf Lennert lebte zuletzt in Tutzing am Starnberger See.
Seine letzte Ruhestätte fand Rudolf Lennert auf dem Berliner Waldfriedhof Zehlendorf (Feld 022-361).

## Werke
- Die Religionstheorie Max Webers. Versuch einer Analyse seines religionsgeschichtlichen Verstehens. Kohlhammer, Stuttgart 1935 (Dissertation Universität Leipzig, 1931).
- Dolmetscher im Gefangenenlager. In: Die Sammlung. Jg. 14 (1959), S. 75–88.
- Verschlossenheit und Verborgenheit. Über einige Phänomene der inneren Erfahrung. Kohlhammer, Stuttgart 1965 (Mit der gedruckten Widmung: „Werner Kraft / dankbar gewidmet“). – Das Buch enthält zahlreiche Aufsätze und Essays, die vorher in den Zeitschriften Denkendes Volk, Die Sammlung und Neue Sammlung erschienen sind.
- Über das Leben der deutschen Sprache in Jerusalem. In: Neue Sammlung. Jg. 6 (1966), S. 617–627 (über Ludwig Strauss, Ernst Simon und Werner Kraft).
- Wer war Martin Buber? In: Neue Sammlung. Jg. 8 (1968), S. 473–484.
- Das Problem der gymnasialen Oberstufe. Hrsg. von Rudolf Lennert. Bad Heilbrunn/Obb.: Klinkhardt 1971 (Klinkhardts pädagogische Quellentexte). ISBN 3-7815-0137-X
- „Bildung“ I. Zur Begriffs- und Geistesgeschichte. In: Theologische Real-Enzyklopädie. In Gemeinschaft mit Horst Balz (u. a.). hrsg. von Gerhard Krause und Gerhard Müller Bd. 6. Berlin, de Gruyter, New York 1980, S. 569–582, ISBN 3-11-008115-6.